# Martin Kaymer
Martin Kaymer (* 28. Dezember 1984 in Düsseldorf) ist ein deutscher Berufsgolfer. Mit der PGA Championship (2010) und der US Open (2014) gewann er bislang zwei der Major-Turniere. Nach Bernhard Langer ist Kaymer der zweite Deutsche, der zum Kreis der Major-Sieger gehört. Wie Langer auch war er eine Zeitlang Führender in der Golfweltrangliste. Im Februar 2011 erreichte er als bis dato zweitjüngster Spieler mit 26 Jahren die Spitzenposition, die er acht Wochen lang innehatte.

## Leben und Karriere

### Schulzeit
Martin Kaymer stammt aus Mettmann, wo er zunächst die Grundschule Kirchendeller Weg und anschließend das Heinrich-Heine-Gymnasium für ein paar Jahre besuchte. Später wechselte er zu dem speziell auf Sport ausgerichteten Lore-Lorentz-Gymnasium in Düsseldorf.
Ernsthaft begonnen hat er mit dem Golfspiel im Alter von 10 Jahren beim GC Mettmann. Davor spielte er auch Fußball. Später startete er für den Golf-Bundesligisten GC Bergisch Land in Wuppertal, wo er seine größten Erfolge als Amateur feierte. Mit 15 Jahren erreichte er bereits Handicap 0.
Als Vorbild nennt Kaymer den Südafrikaner Ernie Els. Trainiert wird er von Günter Kessler, der auch Trainer von Bettina Hauert und Marcel Siem ist. Martin Kaymer lebt in Mettmann.

### 2005/2006
Ende des Jahres 2005 wechselte er mit einem Handicap von +4,8 ins Profilager. Die Saison 2006 begann er auf der EPD Tour, einer Turnierserie für Nachwuchs-Profis. Mit einer 59er-Runde, notiert am 21. Juni 2006 bei den Habsberg Classic, erzielte er das niedrigste Ergebnis, das je einem deutschen Spieler bei einem offiziellen Turnier gelang. Insgesamt holte er fünf Siege und gewann das Jahres-Ranking (Order of Merit) bereits vorzeitig. Im Juli 2006 konnte er sich für die Vodafone Challenge qualifizieren, ein Turnier der Challenge Tour, das er auf Anhieb gewann. Damit erhielt er das Startrecht für die restlichen Turniere der Challenge Tour 2006. Dort erreichte er mit einem zweiten Sieg und weiteren guten Platzierungen den vierten Platz im Jahres-Ranking und dadurch die Spielberechtigung für die Saison 2007 der PGA European Tour. Daraufhin wurde er von der deutschen Sektion der PGA zum „Player of the Year 2006“ gewählt.

### 2007
Auf der European Tour 2007 erreichte er sein bestes Ergebnis beim Scandinavian Masters, wo er bis kurz vor Schluss führte und geteilter Zweiter wurde. Mit vier weiteren Top-Ten-Platzierungen sicherte sich Martin Kaymer nicht nur die Spielberechtigung für 2008, sondern auch einen Startplatz im Elitefeld zum Saisonabschluss in Valderrama beim Volvo Masters.
Dort belegte er den sechsten Platz und beschloss die Saison 2007 mit einem 41. Rang in der European Tour Order of Merit und einem Preisgeld von 754.691 Euro.
Daraufhin wurde ihm von der European Tour die Auszeichnung Sir Henry Cotton Rookie of the Year Award als bestem Neuling der Saison verliehen.

### 2008

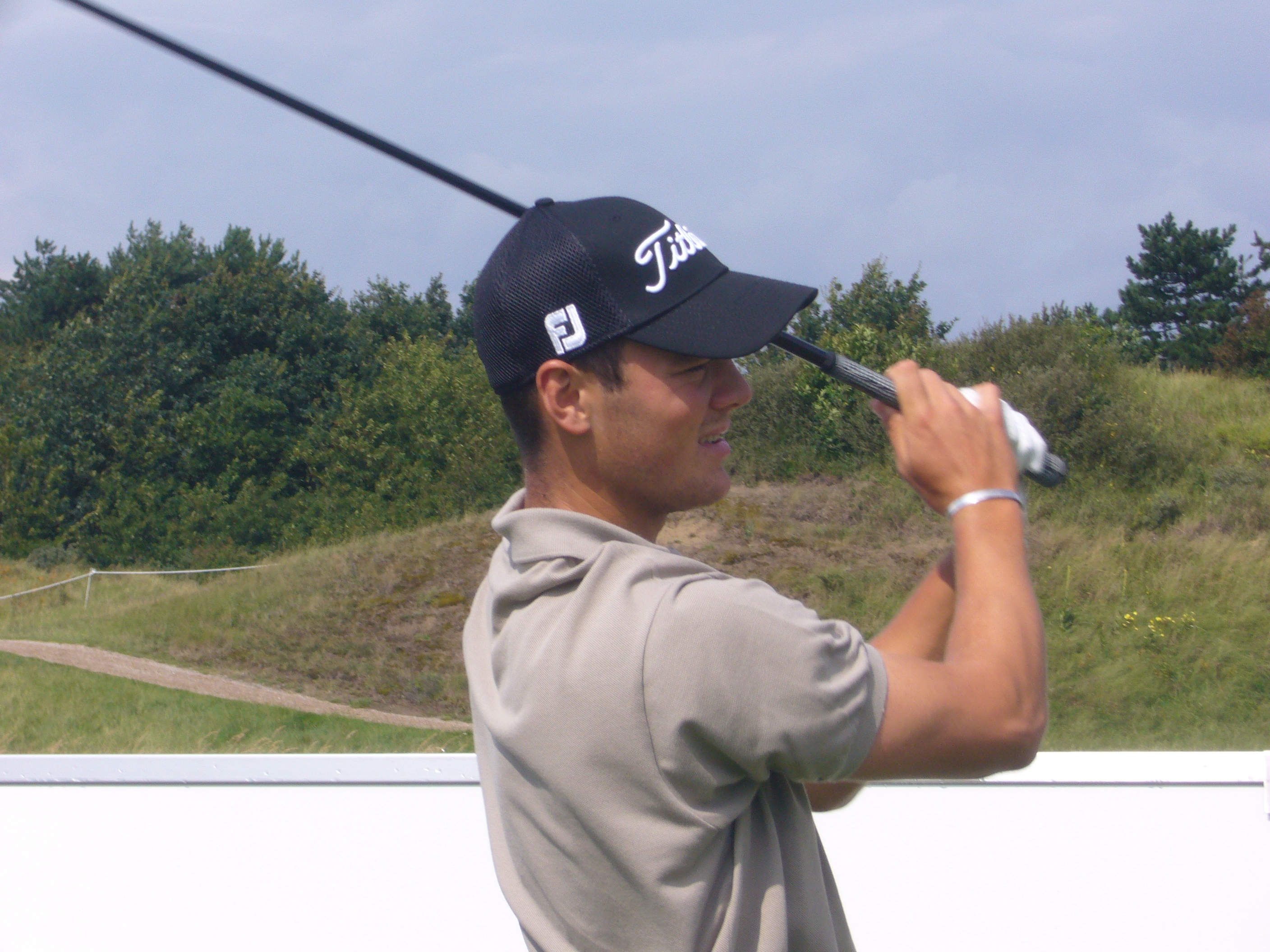
KLM Open 2008

Bei seinem ersten Turnier 2008, der Abu Dhabi Golf Championship, errang Martin Kaymer seinen ersten Sieg auf der European Tour und spielte sich in der Golfweltrangliste erstmals unter die Top 50. Er wurde damit zum jüngsten deutschen Gewinner eines European-Tour-Turniers vor Bernhard Langer, der bei seinem ersten Sieg 14 Tage älter war. Nach seinem zweiten Platz bei der Dubai Desert Classic zwei Wochen später erreichte Kaymer Platz 21 der Weltrangliste und erhielt die Auszeichnung European Tour Golfer of the Month for January 2008. Im Juni 2008 gewann er als erster Deutscher und bis dato jüngster Profi die BMW International Open, ein Turnier, bei dem Bernhard Langer fünf Mal den zweiten Platz belegt hatte. Mit einem geteilten zweiten Platz beim Volvo Masters schloss er die Saison auf Rang acht der Order of Merit ab (Preisgeld: 1.794.500 Euro).

### 2009
Im Jahr 2009 gelangen ihm im Juli zwei Siege in Folge: zunächst bei der Open de France und eine Woche später bei den Scottish Open in Loch Lomond holte er die Titel drei und vier auf der European Tour. Am 13. Juli 2009 erreichte Kaymer Platz 11 der Weltrangliste. Wegen einer Fußverletzung, die er sich auf der Go-Cart-Bahn im Sommerurlaub (Ende August 2009) zuzog, musste Kaymer für fast zwei Monate pausieren, ehe er bei den Castelló Masters (22. bis 25. Oktober 2009) wieder ins Tourgeschehen eingriff. Dort erreichte er einen geteilten zweiten Rang.
Den Gewinn des Race to Dubai verpasste Kaymer durch diese Verletzung und wurde, nachdem er aussichtsreich in Führung gelegen hatte, Dritter.

### 2010
Zum Auftakt der Saison 2010 konnte er erneut die Abu Dhabi Golf Championship gewinnen, was ihn in der Weltrangliste auf Platz 6 und damit erstmals in die Top Ten brachte.
Den mit Abstand größten Erfolg seiner noch jungen Karriere erreichte Kaymer mit dem Sieg der PGA Championship 2010 in Whistling Straits. Ab der zweiten Runde zeigte er hierbei hochklassiges Golf und konnte in der Finalrunde schließlich die alleinige Führung übernehmen. Nachdem Bubba Watson zu ihm aufgeschlossen war, konnte er sich im 3-Loch-Playoff durchsetzen. Durch diesen Sieg konnte er sich in der Weltrangliste vom 13. auf den 5. Platz verbessern und sicherte sich zudem die Teilnahme am Ryder Cup 2010. Er ist damit nach Bernhard Langer erst der zweite deutsche Golfspieler, dem ein Sieg bei einem Major-Turnier gelungen ist. Beim Ryder Cup gewann er beide Four-Balls (mit Lee Westwood und Ian Poulter), teilte im Foursome (mit Westwood) und verlor sein Singles Match. Am darauffolgenden Wochenende gewann er die Alfred Dunhill Links Championship in St Andrews mit drei Schlägen vor Danny Willett. Er wurde damit der erste Spieler seit Tiger Woods im Jahr 2006 und der erste Europäer seit Nick Faldo im Jahr 1989, der drei aufeinanderfolgende Turniere gewann. In der Weltrangliste stieg er in Folge auf den vierten Platz. Am 25. Oktober verbesserte er sich auf den dritten Weltranglistenplatz.
Zum Ende der Saison 2010 gewann Martin Kaymer das Race to Dubai (die Order of Merit) der European Tour als zweiter Deutscher nach Bernhard Langer und wurde gemeinsam mit Graeme McDowell „2010 Race to Dubai European Tour Golfer of the Year“. Diese Auszeichnung wurde zum ersten Mal in der Tourgeschichte an zwei Golfer gleichzeitig verliehen. Zusätzlich wurde ihm von den Tourspielern der European Tour „The European Tour Players’ Player of the Year for 2010“ zuerkannt.

### 2011
Am 23. Januar 2011 überholte er nach seinem neunten Sieg mit acht Schlägen Vorsprung auf der European Tour in Abu Dhabi Tiger Woods als Zweiten der Weltrangliste. Einen Monat später setzte er sich durch seinen Halbfinalsieg über Bubba Watson und den Einzug ins Finale bei den WGC Accenture Match Play Championships an die Spitze der Weltrangliste. Er ist nach Bernhard Langer erst der zweite Deutsche, dem dies gelang. Im April verlor er seinen Nummer-1-Status wieder an Westwood, als dieser die Indonesian Masters auf der Asian Tour gewann.
Seit Juni ist Kaymer mit Caddie Christian Donald, dem Bruder von Luke Donald unterwegs. Bei der 140. Ausgabe der Open Championship lag Kaymer nach zwei guten ersten Runden auf Platz drei, musste sich jedoch am Ende mit Rang zwölf und acht Schlägen Rückstand auf den Nordiren Darren Clarke zufriedengeben.
Im November feierte Martin Kaymer bei den WGC-HSBC Champions in Shanghai seinen zehnten Erfolg im 120. gespielten Turnier auf der European Tour. Mit neun Birdies auf den letzten zwölf Löchern und einer 63er-Schlussrunde gewann er durch drei Schläge Vorsprung vor dem Schweden Fredrik Jacobson – die niedrigste Schlussrunde, die je bei einem Turnier der World-Golf-Championships-Serie erzielt wurde. Mit einem gewonnenen Preisgeld von 842.218 € kletterte er auf Rang zwei der europäischen Geldrangliste und konnte zum dritten Mal in Folge mehr als zwei Millionen Euro in einer Saison verbuchen. Dies war zugleich sein erster Sieg bei einem WGC-Turnier und er ist damit der erste Deutsche, der je bei den Championships gewinnen konnte. Darüber hinaus sicherte sich Kaymer zum vierten Mal in Folge mindestens zwei Turniersiege in einer Saison.

### 2012
Bei den Dubai Desert Classic gelang Kaymer auf dem siebten Loch in der zweiten Runde das erste Hole-in-one seiner Profikarriere.
Im April überstand Kaymer bei seiner fünften Teilnahme am The Masters zum ersten Mal den Cut und belegte schließlich den geteilten 44. Platz.
Kaymer schaffte die Nominierung ins europäische Ryder-Cup-Team 2012. Beim Stand von 13:13 gewann Kaymer sein Einzelmatch gegen Steve Stricker mit „1-up“ und sorgte für den entscheidenden 14. Punkt, durch den Europa im Besitz des Ryder Cups blieb. Erst an der 18. Spielbahn entschied sich der Sieg. Kaymer hatte im Spiel gegen Stricker noch 2 Putts, um das Spiel für sich zu entscheiden. Er puttete aus 11 Metern den Ball zuerst hinter die Fahne, bevor er mit dem zweiten Putt den endgültigen Sieg für Europa holte.
Am 2. Dezember 2012 gelang Martin Kaymer der erste Sieg des Jahres bei der Nedbank Golf Challenge in Südafrika. Bei diesem Einladungsturnier für 12 Spieler, das nicht zur European Tour zählt, gewann er ein Preisgeld in Höhe von 1,25 Mio. USD.

### 2013
2013 spielte Martin Kaymer neben der European Tour zum ersten Mal auf der PGA Tour, für die er dank seines Sieges bei der PGA Championship bis 2015 spielberechtigt war. Die Saison endete zum ersten Mal seit 2007 ohne einen Sieg für Kaymer.

### 2014
In seinem zweiten offiziellen Jahr als Mitglied der PGA Tour gelang Kaymer der Sieg in deren höchstdotiertem Turnier, der Players Championship. Mit diesem Sieg erreichte er wieder die Top 30 der Weltrangliste, vor dem Turnier hatte er auf Platz 61 gelegen.
Mit dem Sieg bei den US Open sicherte er sich seinen zweiten Major-Titel. Er behauptete hierbei während des gesamten Turniers die Führung, distanzierte die Konkurrenz mit acht Schlägen Vorsprung deutlich und stellte mehrere Turnier-Rekorde auf. Kaymer ist damit der erste Kontinentaleuropäer, der die US Open gewann. Im Oktober gewann er auch das PGA Grand Slam of Golf. Den Ryder Cup 2014 gewann er zum dritten Mal in Folge im europäischen Team; dabei gewann er sein Einzel und erreichte zwei weitere geteilte Matches bei den Fourballs/Foursomes. Im November erreichte Kaymer bei den WGC-HSBC Champions in Shanghai, die er 2011 noch gewonnen hatte, einen geteilten sechsten Platz, wobei er bis zum letzten Loch noch in Führung gelegen hatte, bis ihm bei diesem ein Wasserschlag unterlief (Sieger Bubba Watson).

### 2015
Bei seinem ersten Turnier im Jahr 2016, der Abu Dhabi HSBC Golf Championship im Januar, führte Kaymer drei Tage souverän. Am Schlusstag fiel er auf Rang drei zurück, nachdem er zu Beginn der letzten Runde bereits sechs, nach vier gespielten Löchern sogar 10 Schläge vorne lag.

### 2016
Das olympische Golfturnier in Rio beendete Kaymer mit einer 66er-Finalrunde und einem Gesamtergebnis von fünf unter Par auf dem geteilten 15. Platz.

### 2017
Ein 4. Platz zu Jahresbeginn bei der Abu Dhabi Championship sowie ein 5. Platz bei der Nedbank Challenge markierten die besten Saisonergebnisse auf der European Tour. Auf der PGA Tour gelang Kaymer nur ein Topergebnis und zwar bei der Honda Classic mit Platz vier.

### 2022
Kaymer trat der ersten Saison vom LIV Golf bei und unterschrieb als Teamkapitän für Cleeks GC.

## Auszeichnungen
- Sir Henry Cotton Rookie of the Year 2007
- Player of the Year der PGA of Germany: 2006, 2007, 2008, 2009, 2010
- The Race to Dubai Golfer of the Month: 01/2008, 07/2009, 08/2010, 01/2011, 11/2011
- Harry Vardon Trophy 2010
- Race to Dubai European Tour Golfer of the Year 2010
- Platz 3 Deutscher Sportler des Jahres 2010
- Laureus World Sports Award in der Kategorie Durchbruch des Jahres (Newcomer) 2010
- Laureus World Sports Award in der Kategorie Mannschaft des Jahres 2013 (als Mitglied des europäischen Ryder-Cup-Teams 2012)

## Amateursiege (2)
- 2003: Österreichische Amateurmeisterschaften
- 2004: Deutsche Amateurmeisterschaften

## Profi-Siege (22)

### European Tour (11)
| Legende                           |
| Major-Turniere (2)                |
| Andere European-Tour-Turniere (9) |

| Nr. | Datum              | Turnier                           | Sieg Score            | Vorsprung | Zweitplatzierte                              |
| --- | ------------------ | --------------------------------- | --------------------- | --------- | -------------------------------------------- |
| 1   | 20. Januar 2008    | Abu Dhabi Golf Championship       | -15 (66-65-68-74=273) | 4 Schläge | Lee Westwood, Henrik Stenson                 |
| 2   | 22. Juni 2008      | BMW International Open            | -15 (68-63-67-75=273) | Playoff   | Anders Hansen                                |
| 3   | 5. Juli 2009       | Open de France ALSTOM             | -13 (62-72-69-68=271) | Playoff   | Lee Westwood                                 |
| 4   | 12. Juli 2009      | Barclays Scottish Open            | -15 (69-65-66-69=269) | 2 Schläge | Gonzalo Fernández-Castaño, Raphaël Jacquelin |
| 5   | 24. Januar 2010    | Abu Dhabi Golf Championship       | -21 (67-67-67-66=267) | 1 Schlag  | Ian Poulter                                  |
| 6   | 16. August 2010    | PGA Championship                  | -11 (72-68-67-70=277) | Playoff   | Bubba Watson                                 |
| 7   | 12. September 2010 | KLM Open                          | -14 (67-67-66-66=266) | 4 Schläge | Fabrizio Zanotti, Christian Nilsson          |
| 8   | 10. Oktober 2010   | Alfred Dunhill Links Championship | -17 (68-69-68-66=271) | 3 Schläge | Danny Willett                                |
| 9   | 23. Januar 2011    | Abu Dhabi Golf Championship       | -24 (67-65-66-66=264) | 8 Schläge | Rory McIlroy                                 |
| 10  | 6. November 2011   | WGC - HSBC Champions              | -20 (69-68-68-63=268) | 3 Schläge | Fredrik Jacobson                             |
| 11  | 16. Juni 2014      | US Open                           | -9 (65-65-72-69=271)  | 8 Schläge | Erik Compton, Rickie Fowler                  |

### European Tour Playoff Bilanz (3–1)
| Nr. | Jahr | Turnier                           | Gegner                      | Ergebnis                                                  |
| --- | ---- | --------------------------------- | --------------------------- | --------------------------------------------------------- |
| 1   | 2008 | BMW International Open            | Anders Hansen               | Sieg mit Birdie am ersten Loch                            |
| 2   | 2008 | Alfred Dunhill Links Championship | Robert Karlsson Ross Fisher | Niederlage durch Birdie des Gegners am ersten Loch        |
| 3   | 2009 | Open de France ALSTOM             | Lee Westwood                | Sieg mit Par am ersten Loch                               |
| 4   | 2010 | PGA Championship                  | Bubba Watson                | Sieg bei 3-Loch-Playoff: Kaymer 4-2-5=11, Watson 3-3-6=12 |

### PGA Tour (3)
| Nr. | Datum           | Turnier                  | Sieg Score            | Vorsprung | Zweitplatzierte             |
| --- | --------------- | ------------------------ | --------------------- | --------- | --------------------------- |
| 1   | 16. August 2010 | PGA Championship         | -11 (72-68-67-70=277) | Playoff   | Bubba Watson                |
| 2   | 12. Mai 2014    | THE PLAYERS Championship | -13 (63-69-72-71=275) | 1 Schlag  | Jim Furyk                   |
| 3   | 16. Juni 2014   | US Open                  | -9 (65-65-72-69=271)  | 8 Schläge | Erik Compton, Rickie Fowler |

### PGA Tour Playoff Bilanz (1–0)
| Nr. | Jahr | Turnier          | Gegner       | Ergebnis                                                  |
| --- | ---- | ---------------- | ------------ | --------------------------------------------------------- |
| 1   | 2010 | PGA Championship | Bubba Watson | Sieg bei 3-Loch-Playoff: Kaymer 4-2-5=11, Watson 3-3-6=12 |

### Sunshine Tour (1)
| Nr. | Datum            | Turnier                | Sieg Score           | Vorsprung | Zweitplatzierte  |
| --- | ---------------- | ---------------------- | -------------------- | --------- | ---------------- |
| 1   | 2. Dezember 2012 | Nedbank Golf Challenge | -8 (72-69-70-69=280) | 2 Schläge | Charl Schwartzel |

### Challenge Tour (2)
| Nr. | Datum              | Turnier            | Sieg Score            | Vorsprung | Zweitplatzierte             |
| --- | ------------------ | ------------------ | --------------------- | --------- | --------------------------- |
| 1   | 13. August 2006    | Vodafone Challenge | -18 (70-67-64-70=271) | 2 Schläge | Matthew King, Álvaro Quirós |
| 2   | 17. September 2006 | Open des Volcans   | -13 (67-64-69-71=271) | 6 Schläge | Michael Lorenzo-Vera        |

### EPD Tour (6)
| Nr. | Datum           | Turnier                              | Sieg Score         | Vorsprung  | Zweitplatzierte      |
| --- | --------------- | ------------------------------------ | ------------------ | ---------- | -------------------- |
| 1   | 14. Juni 2005   | Central German Classic (als Amateur) | -19 (67-64-66=197) | 5 Schläge  | Wolfgang Huget       |
| 2   | 1. Juni 2006    | Lich Classic                         | -13 (70-64-69=203) | 7 Schläge  | Mark Grabow Schytter |
| 3   | 22. Juni 2006   | Habsberg Classic                     | -27 (68-59-62=189) | 10 Schläge | Rick Huiskamp        |
| 4   | 4. Juli 2006    | Coburg Brose Open                    | -12 (68-68-68=204) | 4 Schläge  | Lasse Jensen         |
| 5   | 12. Juli 2006   | Winterbrock Classic                  | -17 (68-60-71=199) | 1 Schlag   | Richard Treis        |
| 6   | 17. August 2006 | Hockenberg Classic                   | -17 (72-64-63=199) | 7 Schläge  | Christoph Günther    |

### Andere Siege (1)
| Nr. | Datum            | Turnier                | Sieg Score     | Vorsprung | Zweitplatzierte |
| --- | ---------------- | ---------------------- | -------------- | --------- | --------------- |
| 1   | 15. Oktober 2014 | PGA Grand Slam of Golf | -6 (65-71=136) | PlayOff   | Bubba Watson    |

## Major Championships

### Siege (2)
| Jahr | Turnier          | 54 Löcher           | Sieg Score            | Vorsprung | Zweitplatzierter            |
| ---- | ---------------- | ------------------- | --------------------- | --------- | --------------------------- |
| 2010 | PGA Championship | 4 Schläge Rückstand | −11 (72–68–67–70=277) | Playoff1  | Bubba Watson                |
| 2014 | US Open          | 5 Schläge Führung   | −9 (65–65–72–69=271)  | 8 Schläge | Erik Compton, Rickie Fowler |

1 Bubba Watson in einem 3-Loch-Playoff besiegt: Kaymer (4-2-5=11) und Watson (3-3-6=12)

### Major-Turniere
| Tournament            | 2008 | 2009 | 2010 | 2011 | 2012 | 2013 | 2014 | 2015 | 2016 | 2017 | 2018 |
| --------------------- | ---- | ---- | ---- | ---- | ---- | ---- | ---- | ---- | ---- | ---- | ---- |
| The Masters           | CUT  | CUT  | CUT  | CUT  | T44  | T35  | T31  | CUT  | T49  | T16  | 48   |
| US Open               | T53  | CUT  | T8   | T39  | T15  | T59  | 1    | CUT  | T37  | T35  | CUT  |
| The Open Championship | 80   | T34  | T7   | T12  | CUT  | T32  | 70   | T12  | T36  | T37  | CUT  |
| PGA Championship      | CUT  | T6   | 1    | CUT  | CUT  | T33  | CUT  | T12  | T7   | DNP  | CUT  |

| Turnier               | 2019 | 2020 | 2021 | 2022 | 2023 | 2024 | 2025 |
| --------------------- | ---- | ---- | ---- | ---- | ---- | ---- | ---- |
| The Masters           | T51  | DNP  | DNP  | DNP  | DNP  | DNP  | DNP  |
| PGA Championship      | CUT  | CUT  | CUT  | CUT  | DNP  | T73  | CUT  |
| US Open               | T35  | CUT  | T26  | DNP  | CUT  | T64  | DNP  |
| The Open Championship | DNP  | KT   | CUT  | DNP  | DNP  | DNP  | DNP  |

LA= Bester Amateur

DNP = nicht teilgenommen

CUT = Cut nicht geschafft

„T“ geteilte Platzierung

KT = Kein Turnier (Ausfall wegen Covid-19)

Grüner Hintergrund für Sieg

Gelber Hintergrund für Top 10.

## World-Golf-Championships-Turniere
| Turnier                                                            | 2008 | 2009 | 2010 | 2011 | 2012 | 2013 | 2014 | 2015 | 2016 | 2017 | 2018 | 2019 |
| ------------------------------------------------------------------ | ---- | ---- | ---- | ---- | ---- | ---- | ---- | ---- | ---- | ---- | ---- | ---- |
| Accenture Match Play Championship/Cadillac Match Play Championship | R64  | R32  | R32  | 2    | R16  | R16  | R64  | G    | G    | G    | DNP  | DNP  |
| CA-Championship/Cadillac-Championship                              | T57  | T35  | T3   | T24  | T20  | T49  | T58  | T31  | T42  | T23  | DNP  | DNP  |
| Bridgestone Invitational                                           | T68  | T60  | T22  | T29  | T29  | T9   | T56  | T45  | DNP  | DNP  | DNP  | DNP  |
| HSBC Champions                                                     | –    | T6   | T30  | 1    | 9    | T8   | T6   | T30  | T40  | DNP  | DNP  | DNP  |

DNP = nicht teilgenommen (engl. did not play)

G (Gruppenphase), VF, R16, R32, R64 = Runde, in der Martin Kaymer im Matchplay verloren hat

„T“ = geteilter Rang

„-“ = kein Turnier

Grüner Hintergrund für Siege

Gelber Hintergrund für Top 10

Die HSBC Champions wurde erst im Jahr 2009 zu einem WGC-Turnier.

## Teilnahme an Mannschaftswettbewerben
Amateur
- Eisenhower Trophy (für Deutschland): 2004
- St. Andrews Trophy (für Kontinentaleuropa): 2004

Professional
- World Cup (für Deutschland): 2007, 2008, 2009, 2011
- Ryder Cup (für Europa): 2010 (Sieger), 2012 (Sieger), 2014 (Sieger), 2016

## Belege
1. ↑  In der Kategorie „Mannschaft des Jahres“ als Mitglied des europäischen Ryder-Cup-Teams 2012.
2. ↑  Martin Kaymer: Ein Superstar zum Anfassen (Memento vom 28. Juni 2016 im Internet Archive) In: Westdeutsche Zeitung vom 31. Juli 2011
3. ↑  Ethos GmbH: Martin Kaymer Website. Archiviert vom Original (nicht mehr online verfügbar) am 24. Mai 2018; abgerufen am 23. Mai 2018.
4. ↑  „Wunderkind from Germany“ (Memento vom 29. September 2007 im Internet Archive). Bericht auf www.welt.de
5. ↑  BBC: Martin Kaymer wins Dunhill Links Championship
6. ↑   OWGR Week 41 - Results (Memento vom 7. März 2012 im Internet Archive)
7. ↑  Kaymer wins player's player award (Memento vom 28. Mai 2011 im Internet Archive)
8. ↑  Sieg in Abu Dhabi: Kaymer zieht in der Weltrangliste an Woods vorbei. In: Spiegel Online. 23. Januar 2011, abgerufen am 9. Juni 2018.
9. ↑  Kaymer neue Nr. 1 der Weltrangliste (Memento vom 2. März 2011 im Internet Archive)
10. ↑  Ein Deutscher ist die Nummer eins der Golf-Weltrangliste. In: abendblatt.de. 27. Februar 2011, abgerufen am 28. Januar 2024.
11. ↑  Official World Golf Ranking - News 2011, Week (Memento vom 12. September 2012 im Webarchiv archive.today)
12. ↑  Donald bleibt Caddie von Kaymer bei spox.com vom 14. Juli 2011, abgerufen am 5. November 2011.
13. ↑  WGC-HSBC Champions 2011 – Leaderboard, abgerufen am 6. November 2011.
14. ↑  With this win – Martin Kaymer, statistische Auswirkungen des Turniersiegs (englisch), abgerufen am 6. November 2011.
15. ↑  Aus 161,85 Metern eingelocht. In: faz.net. 10. Februar 2012, abgerufen am 10. Februar 2012.
16. ↑  Kaymer sichert Europa den Ryder Cup FAZ Online, 1. Oktober 2012
17. ↑  Auferstehung nach der Krise. In: sueddeutsche.de. 1. Oktober 2012, abgerufen am 6. April 2015.
18. ↑  Kaymer gewinnt Nedbank Challenge in Südafrika
19. ↑  PGATOUR.com: Five internationals join TOUR for 2013. The Tour Report, 20. November 2012, abgerufen am 10. Dezember 2012 (englisch).
20. ↑  Kaymer's journey comes full circle at THE PLAYERS. 12. Mai 2014, abgerufen am 9. Juni 2014.
21. ↑  Stal becomes a star in Abu Dhabi, European Tour, vom 18. Januar 2015, abgerufen am 20. Januar 2015
22. ↑  Gold im Golf. faz.net, 14. August 2016, abgerufen am 5. August 2021.
23. ↑  Abu Dhabi HSBC Championship | Results, auf europeantour.com
24. ↑  Nedbank Golf Challenge hosted by Gary Player | Results, auf europeantour.com
25. ↑  Honda Classic, auf pgatour.com
26. ↑  Martin Kaymer. LIV Golf, abgerufen am 27. Februar 2024.

Severiano Ballesteros |
Fred Couples |
Jason Day |
Luke Donald |
David Duval |
Ernie Els |
Nick Faldo |
Dustin Johnson |
Martin Kaymer |
Brooks Koepka |
Bernhard Langer |
Tom Lehman |
Rory McIlroy |
Greg Norman |
Nick Price |
Jon Rahm |
Justin Rose |
Scottie Scheffler |
Adam Scott |
Vijay Singh |
Jordan Spieth |
Justin Thomas |
Lee Westwood |
Tiger Woods |
Ian Woosnam
 1895 Horace Rawlins •
 1896 James Foulis •
 1897 Joe Lloyd •
 1898 Fred Herd •
 1899 Willie Smith •
 1900 Harry Vardon •
 1901 Willie Anderson •
 1902 Laurie Auchterlonie •
 1903 Willie Anderson •
 1904 Willie Anderson •
 1905 Willie Anderson •
 1906 Alex Smith •
 1907 Alec Ross •
 1908 Fred McLeod •
 1909 George Sargent •
 1910 Alex Smith •
 1911 John McDermott •
 1912 John McDermott •
 1913 Francis Ouimet •
 1914 Walter Hagen •
 1915 Jerome Travers •
 1916 Chick Evans •
 1917–18 keine Turniere wegen Ersten Weltkriegs •
 1919 Walter Hagen •
 1920 Ted Ray •
 1921 Jim Barnes •
 1922 Gene Sarazen •
 1923 Bobby Jones •
 1924 Cyril Walker •
 1925 Willie Macfarlane •
 1926 Bobby Jones •
 1927 Tommy Armour •
 1928 Johnny Farrell •
 1929 Bobby Jones •
 1930 Bobby Jones •
 1931 Billy Burke •
 1932 Gene Sarazen •
 1933 Johnny Goodman •
 1934 Olin Dutra •
 1935 Sam Parks, Jr. •
 1936 Tony Manero •
 1937 Ralph Guldahl •
 1938 Ralph Guldahl •
 1939 Byron Nelson •
 1940 Lawson Little •
 1941 Craig Wood •
 1942–45 keine Turniere wegen Zweiten Weltkriegs •
 1946 Lloyd Mangrum •
 1947 Lew Worsham •
 1948 Ben Hogan •
 1949 Cary Middlecoff •
 1950 Ben Hogan •
 1951 Ben Hogan •
 1952 Julius Boros •
 1953 Ben Hogan •
 1954 Ed Furgol •
 1955 Jack Fleck •
 1956 Cary Middlecoff •
 1957 Dick Mayer •
 1958 Tommy Bolt •
 1959 Billy Casper •
 1960 Arnold Palmer •
 1961 Gene Littler •
 1962 Jack Nicklaus •
 1963 Julius Boros •
 1964 Ken Venturi •
 1965 Gary Player •
 1966 Billy Casper •
 1967 Jack Nicklaus •
 1968 Lee Trevino •
 1969 Orville Moody •
 1970 Tony Jacklin •
 1971 Lee Trevino •
 1972 Jack Nicklaus •
 1973 Johnny Miller •
 1974 Hale Irwin •
 1975 Lou Graham •
 1976 Jerry Pate •
 1977 Hubert Green •
 1978 Andy North •
 1979 Hale Irwin •
 1980 Jack Nicklaus •
 1981 David Graham •
 1982 Tom Watson •
 1983 Larry Nelson •
 1984 Fuzzy Zoeller •
 1985 Andy North •
 1986 Raymond Floyd •
 1987 Scott Simpson •
 1988 Curtis Strange •
 1989 Curtis Strange •
 1990 Hale Irwin •
 1991 Payne Stewart •
 1992 Tom Kite •
 1993 Lee Janzen •
 1994 Ernie Els •
 1995 Corey Pavin •
 1996 Steve Jones •
 1997 Ernie Els •
 1998 Lee Janzen •
 1999 Payne Stewart •
 2000 Tiger Woods •
 2001 Retief Goosen •
 2002 Tiger Woods •
 2003 Jim Furyk •
 2004 Retief Goosen •
 2005 Michael Campbell •
 2006 Geoff Ogilvy •
 2007 Ángel Cabrera •
 2008 Tiger Woods •
 2009 Lucas Glover •
 2010 Graeme McDowell •
 2011 Rory McIlroy •
 2012 Webb Simpson •
 2013 Justin Rose •
 2014 Martin Kaymer •
 2015 Jordan Spieth •
 2016 Dustin Johnson •
 2017 Brooks Koepka •
 2018 Brooks Koepka •
 2019 Gary Woodland •
 2020 Bryson DeChambeau •
 2021 Jon Rahm •
 2022 Matt Fitzpatrick •
 2023 Wyndham Clark •
 2024 Bryson DeChambeau •
 2025 J. J. Spaun
Lochspiel-Ära

 1916 Jim Barnes |
 1917–18 keine Turniere wegen Ersten Weltkriegs |
 1919 Jim Barnes |
 1920 Jock Hutchison |
 1921 Walter Hagen |
 1922 Gene Sarazen |
 1923 Gene Sarazen |
 1924 Walter Hagen |
 1925 Walter Hagen |
 1926 Walter Hagen |
 1927 Walter Hagen |
 1928 Leo Diegel |
 1929 Leo Diegel |
 1930 Tommy Armour |
 1931 Tom Creavy |
 1932 Olin Dutra |
 1933 Gene Sarazen |
 1934 Paul Runyan |
 1935 Johnny Revolta |
 1936 Denny Shute |
 1937 Denny Shute |
 1938 Paul Runyan |
 1939 Henry Picard |
 1940 Byron Nelson |
 1941 Vic Ghezzi |
 1942 Sam Snead |
 1943 kein Turnier wegen Zweiten Weltkriegs |
 1944 Bob Hamilton |
 1945 Byron Nelson |
 1946 Ben Hogan |
 1947 Jim Ferrier |
 1948 Ben Hogan |
 1949 Sam Snead |
 1950 Chandler Harper |
 1951 Sam Snead |
 1952 Jim Turnesa |
 1953 Walter Burkemo |
 1954 Chick Harbert |
 1955 Doug Ford |
 1956 Jack Burke Jr. |
 1957 Lionel Hebert
Zählspiel-Ära

 1958 Dow Finsterwald |
 1959 Bob Rosburg |
 1960 Jay Hebert |
 1961 Jerry Barber |
 1962 Gary Player |
 1963 Jack Nicklaus |
 1964 Bobby Nichols |
 1965 Dave Marr |
 1966 Al Geiberger |
 1967 Don January |
 1968 Julius Boros |
 1969 Raymond Floyd |
 1970 Dave Stockton |
 1971 Jack Nicklaus |
 1972 Gary Player |
 1973 Jack Nicklaus |
 1974 Lee Trevino |
 1975 Jack Nicklaus |
 1976 Dave Stockton |
 1977 Lanny Wadkins |
 1978 John Mahaffey |
 1979 David Graham |
 1980 Jack Nicklaus |
 1981 Larry Nelson |
 1982 Raymond Floyd |
 1983 Hal Sutton |
 1984 Lee Trevino |
 1985 Hubert Green |
 1986 Bob Tway |
 1987 Larry Nelson |
 1988 Jeff Sluman |
 1989 Payne Stewart |
 1990 Wayne Grady |
 1991 John Daly |
 1992 Nick Price |
 1993 Paul Azinger |
 1994 Nick Price |
 1995 Steve Elkington |
 1996 Mark Brooks |
 1997 Davis Love III |
 1998 Vijay Singh |
 1999 Tiger Woods |
 2000 Tiger Woods |
 2001 David Toms |
 2002 Rich Beem |
 2003 Shaun Micheel |
 2004 Vijay Singh |
 2005 Phil Mickelson |
 2006 Tiger Woods |
 2007 Tiger Woods |
 2008 Pádraig Harrington |
 2009 Y. E. Yang |
 2010 Martin Kaymer |
 2011 Keegan Bradley |
 2012 Rory McIlroy |
 2013 Jason Dufner |
 2014 Rory McIlroy |
 2015 Jason Day |
 2016 Jimmy Walker |
 2017 Justin Thomas |
 2018 Brooks Koepka |
 2019 Brooks Koepka |
 2020 Collin Morikawa |
 2021 Phil Mickelson |
 2022 Justin Thomas |
 2023 Brooks Koepka |
 2024 Xander Schauffele |
 2025 Scottie Scheffler
 1971 Peter Oosterhuis |
 1972 Peter Oosterhuis |
 1973 Peter Oosterhuis |
 1974 Peter Oosterhuis |
 1975 Dale Hayes |
 1976 Seve Ballesteros |
 1977 Seve Ballesteros |
 1978 Seve Ballesteros |
 1979 Sandy Lyle |
 1980 Sandy Lyle |
 1981 Bernhard Langer |
 1982 Greg Norman |
 1983 Nick Faldo |
 1984 Bernhard Langer |
 1985 Sandy Lyle |
 1986 Seve Ballesteros |
 1987 Ian Woosnam |
 1988 Seve Ballesteros |
 1989 Ronan Rafferty |
 1990 Ian Woosnam |
 1991 Seve Ballesteros |
 1992 Nick Faldo |
 1993 Colin Montgomerie |
 1994 Colin Montgomerie |
 1995 Colin Montgomerie |
 1996 Colin Montgomerie |
 1997 Colin Montgomerie |
 1998 Colin Montgomerie |
 1999 Colin Montgomerie |
 2000 Lee Westwood |
 2001 Retief Goosen |
 2002 Retief Goosen |
 2003 Ernie Els |
 2004 Ernie Els |
 2005 Colin Montgomerie |
 2006 Pádraig Harrington |
 2007 Justin Rose |
 2008 Robert Karlsson |
 2009 Lee Westwood |
 2010 Martin Kaymer |
 2011 Luke Donald |
 2012 Rory McIlroy |
 2013 Henrik Stenson |
 2014 Rory McIlroy |
 2015 Rory McIlroy |
 2016 Henrik Stenson |
 2017 Tommy Fleetwood
 1985 Bernhard Langer |
 1986 Seve Ballesteros |
 1987 Ian Woosnam |
 1988 Seve Ballesteros |
 1989 Nick Faldo |
 1990 Nick Faldo |
 1991 Seve Ballesteros |
 1992 Nick Faldo |
 1993 Bernhard Langer |
 1994 Ernie Els |
 1995 Colin Montgomerie |
 1996 Colin Montgomerie |
 1997 Colin Montgomerie |
 1998 Lee Westwood |
 1999 Colin Montgomerie |
 2000 Lee Westwood |
 2001 Retief Goosen |
 2002 Ernie Els |
 2003 Ernie Els |
 2004 Vijay Singh |
 2005 Michael Campbell |
 2006 Paul Casey |
 2007 Pádraig Harrington |
 2008 Pádraig Harrington |
 2009 Lee Westwood |
 2010 Graeme McDowell / Martin Kaymer |
 2011 Luke Donald |
 2012 Rory McIlroy |
 2013 Henrik Stenson |
 2014 Rory McIlroy |
 2015 Rory McIlroy |
 2016 Henrik Stenson
 1960 Tommy Goodwin |
 1961 Alex Caygill |
 1962 keine Vergabe |
 1963 Tony Jacklin |
 1964 keine Vergabe |
 1965 keine Vergabe |
 1966 Robin Liddle |
 1967 keine Vergabe |
 1968 Bernard Gallacher |
 1969 Peter Oosterhuis |
 1970 Stuart Brown |
 1971 David Llewellyn |
 1972 Sam Torrance |
 1973 Pip Elson |
 1974 Carl Mason |
 1975 keine Vergabe |
 1976 Mark James |
 1977 Nick Faldo |
 1978 Sandy Lyle |
 1979 Mike Miller |
 1980 Paul Hoad |
 1981 Jeremy Bennett |
 1982 Gordon Brand Junior |
 1983 Grant Turner |
 1984 Philip Parkin |
 1985 Paul Thomas |
 1986 José María Olazábal |
 1987 Peter Baker |
 1988 Colin Montgomerie |
 1989 Paul Broadhurst |
 1990 Russell Claydon |
 1991 Per-Ulrik Johansson |
 1992 Jim Payne |
 1993 Gary Orr |
 1994 Jonathan Lomas |
 1995 Jarmo Sandelin |
 1996 Thomas Bjørn |
 1997 Scott Henderson |
 1998 Olivier Edmond |
 1999 Sergio García |
 2000 Ian Poulter |
 2001 Paul Casey |
 2002 Nick Dougherty |
 2003 Peter Lawrie |
 2004 Scott Drummond |
 2005 Gonzalo Fernández Castaño |
 2006 Marc Warren |
 2007 Martin Kaymer |
 2008 Pablo Larrazábal |
 2009 Chris Wood |
 2010 Matteo Manassero |
 2011 Tom Lewis |
 2012 Ricardo Santos |
 2013 Peter Uihlein |
 2014 Brooks Koepka |
 2015 An Byeong-hun |
 2016 Wang Jeung-hun |
 2017 Jon Rahm |
 2018 Shubhankar Sharma |
 2019 Robert MacIntyre |
 2020 Sami Välimäki |
 2021 Matti Schmid |
 2022 Thriston Lawrence |
 2023 Ryo Hisatsune |
 2024 Jesper Svensson (Golfer)
| Personendaten    | Personendaten         |
| ---------------- | --------------------- |
| NAME             | Kaymer, Martin        |
| KURZBESCHREIBUNG | deutscher Golfspieler |
| GEBURTSDATUM     | 28. Dezember 1984     |
| GEBURTSORT       | Düsseldorf            |